# عیسای مصلوب (تیسین)
عیسای مصلوب نقاشی رنگ روغن اثر تیسین نقاش اهل ایتالیا است. این نگاره در سال حدود ۱۵۵۸ میلادی تکمیل شده است. نقاشی عیسای مصلوب در شهر آنکونا نگهداری می‌شود. این نقاشی؛ عیسی پیامبر مسیحیان را به همراه دومینیک (نشسته)، مریم و جان انجیلی نشان می‌دهد.